# An Old Time Christmas
An Old Time Christmas è un album in studio natalizio del cantante statunitense Randy Travis, pubblicato nel 1989.

## Tracce
1. Old Time Christmas – 3:13
2. Winter Wonderland – 2:22
3. Meet Me Under the Mistletoe – 2:43
4. White Christmas Makes Me Blue – 3:25
5. Santa Claus Is Coming to Town – 2:05
6. God Rest Ye Merry Gentlemen – 2:45
7. Pretty Paper – 2:38
8. Oh, What a Silent Night – 2:32
9. How Do I Wrap My Heart Up for Christmas – 2:47
10. The Christmas Song – 3:16